# 巴基斯坦足球協會
巴基斯坦足球協會是專門管轄巴基斯坦足球事務的組織。該組織成立於1947年，並在1948年和1954年加入國際足協及亞洲足協。

## 外部連結
- 官方網頁 （页面存档备份，存于）
- 國際足協網頁
- 亞洲足協網頁 （页面存档备份，存于）